# Mississippi (stát)
Mississippi (anglická výslovnost  [ˌmɪsɨˈsɪpi]IPA, oficiálně State of Mississippi) je stát nacházející se na jižním pobřeží Spojených států amerických, v oblasti východních jižních států v jižním regionu USA. Mississippi hraničí na jihozápadě s Louisianou, na severozápadě s Arkansasem, na severu s Tennessee a na východě s Alabamou. Jihovýchodní ohraničení státu tvoří Mexický záliv.
Se svou rozlohou 125 443 km² je Mississippi 32. největším státem USA, v počtu obyvatel (3,0 milionů) je 32. nejlidnatějším státem a s hodnotou hustoty zalidnění 25 obyvatel na km² je rovněž na 32. místě. Hlavním a největším městem je Jackson se 170 tisíci obyvateli. Dalšími největšími městy jsou Gulfport (70 tisíc obyv.), Southaven (50 tisíc obyv.), Hattiesburg (45 tisíc obyv.) a Biloxi (45 tisíc obyv.). Mississippi patří 71 km pobřeží Mexického zálivu. Nejvyšším bodem státu je vrchol Woodall Mountain s nadmořskou výškou 246 m v Appalačském pohoří. Největšími toky jsou řeky Mississippi, tvořící část hranice s Louisianou a Arkansasem, Pascagoula a Pearl. Všechny tyto řeky se vlévají do Mexického zálivu.
První španělští průzkumníci se ve zdejším regionu objevili v 16. století. Na přelomu 16. a 17. století Francouzi prohlásili území za součást Nové Francie a na pobřeží Mexického zálivu začali zakládat osady, včetně osídlení v místě dnešního města Ocean Springs poblíž Biloxi. Pobřežní oblast drželi do roku 1763, poté, do roku 1783, byla součástí britské Západní Floridy. Tehdy si území dnešního Mississippi rozdělily Spojené státy a Španělsko (coby součást Floridy). V roce 1798 vzniklo v rámci USA mississippské teritorium (jméno získalo podle stejnojmenné řeky, její název vychází z označení v jazyce ojibwe pro „velkou řeku“), které se do roku 1812 rozšířilo na celé území dnešních států Mississippi a Alabama. O pět let později bylo vyděleno vlastní alabamské teritorium a Mississippi se 10. prosince 1817 stalo 20. státem USA. Za americké občanské války bylo Mississippi v letech 1861–1865 součástí Konfederace, k Unii bylo opět připojeno roku 1870. Jako poslední stát unie odstranil konfederační symboly z vlajky v červnu 2020.

## Historie
Na území státu bylo prozkoumáno v polovině 16. století Španěly, a v 17. století francouzskými výpravami. Do roku 1763 bylo území součástí francouzské Louisiany, potom přešlo do britského majetku jako součást Západní Floridy. Za americké revoluce bylo území obsazeno Španěly. V roce 1795 se smlouvou v San Lorenzu Španělsko vzdalo území severně od 31° s.š. a tím bylo vytvořeno teritorium Mississippi. To bylo připojeno k USA jako 20. stát 10. prosince 1817. V občanské válce se jako druhý stát přidal na stranu konfederace 9. 1. 1861 jako tvrdý zastánce otroctví. Po porážce konfederace byl do Unie znovu přijat 23. 2. 1870.
V historii bylo Mississippi mnohokrát poškozeno ničivými hurikány, ale nejhorší z nich byl Hurikán Camille 17. srpna 1969. Byl v kategorii 5 (tzn. nejničivější), zabil 249 lidí a způsobil škody za 1,5 miliardy tehdejších dolarů.

## Symboly

### Vlajka
Mississippská vlajka je tvořena listem o poměru stran 5:8 s pěti svislými pruhy: červeným, žlutým, modrým, žlutým a červeným, v poměru šířek 6:1:14:1:6. Uprostřed modrého pruhu je květ magnolie se žlutým středem, obklopený do kruhu nahoře žlutou hvězdou, s cípy oddělenými od sebe úzkými, modrými linkami, a s deseti menšími, bílými hvězdami po obou stranách a dole bílým písmem psaný opisem „IN GOD WE TRUST“ (česky Věříme v Boha).

## Geografie
Stát Mississippi je ohraničen státy Tennessee na severu, Alabama na východě, Mexickým zálivem a státem Louisiana na jihu a na západě státem Arkansas. Ten od Mississippi dělí právě stejnojmenná řeka. Nejvyšším bodem je hora Woodall, která se tyčí do výšky 246 m nad mořem. Jinak se jedná o stát spíše rovinatý, místy mírně zvlněný a na jihu velmi úrodný. V severozápadní části státu se rozkládají prérie. Delta řeky Mississippi je jedna z nejúrodnějších oblastí na světě. Lesnatost je 55 %.
- rozloha 123 584 km²
- nejvyšší bod 246 m nad mořem
- nejnižší bod 0 m nad mořem
- střední nadmořská výška 90 m
- šířka státu je 275 km
- délka státu je 545 km

## Demografie
Podle sčítání lidu z roku 2010 v Mississippi žilo 2 967 297 obyvatel.
- Hlavní město je Jackson (184 256 obyvatel)
- Další důležitá města jsou: univerzitní Oxford (11 756 ob.), Gulfport (71 127 ob.)

### Rasové složení
- 59,1 % bílí Američané (nehispánští běloši 58,0 % + běloši hispánského původu 1,1 %)
- 37,0 % Afroameričané
- 0,5 % američtí indiáni
- 0,9 % asijští Američané
- 0,0 % pacifičtí ostrované
- 1,3 % jiná rasa
- 1,1 % dvě nebo více ras

Obyvatelé hispánského nebo latinskoamerického původu, bez ohledu na rasu, tvořili 2,7 % populace. Mississippi má největší porodnost náctiletých Američanek – může to souviset s tím, že sexuální výchova ve školách učí zabránění otěhotnění formou abstinence.
Do roku 1940 tvořili většinu obyvatel černoši. V roce 2010 to bylo 37 %, což je nejvíce ze všech států USA. Ve východní části žije nepočetná populace Indiánů. Malá čínská populace žije v deltě řeky. Tam přišli v roce 1870 obdělávat pole z Kalifornie. To se jim moc nedařilo, tak se stali drobnými obchodníky, kterými jsou dodnes. Rybářský a lodní průmysl lákal přistěhovalce z jihovýchodní Asie. Bílá populace je pozoruhodně homogenní. Jsou to převážně potomci Britů a Irů.

### Náboženství
Většinou protestanti a metodisté. Římskokatolická církev má zastoupení ve velkých městech. Stejně tak židovská populace.

## Ekonomika
Mississippi je stát především zemědělský. Hlavním obchodním artiklem je obilí, brambory, kukuřice, chov prasat a dobytka, drůbež. Významnou roli v hospodářství má rybolov a loďařský průmysl.
Z celkového pohledu nehraje v hospodářství USA nijak významnou úlohu. Jeho HDP v přepočtu na obyvatele je nejnižší ze všech států USA.